# Port lotniczy Mediolan-Malpensa

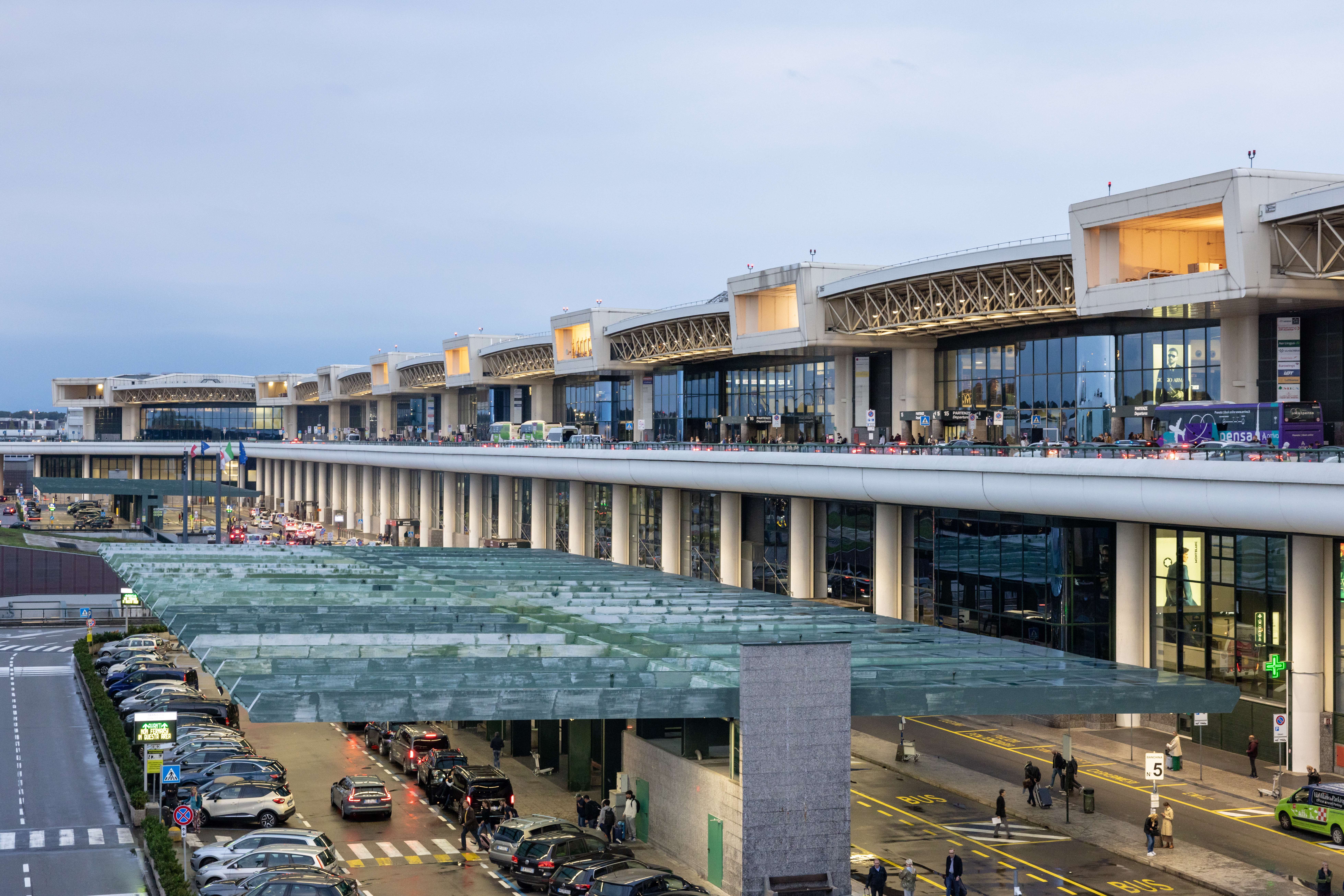
Hala Terminalu 1A

Port lotniczy Mediolan-Malpensa Silvio Berlusconi (MXP) – międzynarodowy port lotniczy położony w prowincji Varese, 48 km na północny zachód od Mediolanu. Jest jednym z dwóch największych portów lotniczych Włoch a także jednym z trzech portów obsługujących Mediolan – drugi to Linate a trzeci Mediolan-Bergamo. W 2015 obsłużył 18,6 mln pasażerów.
Mediolan Malpensa jest połączony z Mediolanem linią kolejową, pociąg Malpensa Express jeździ z portu lotniczego do stacji Milano Cadorna. Drugie połączenie z portu lotniczego Mediolan Malpensa obsługuje linia autobusowa do Dworca Kolejowego Milano Centrale. Takimi samymi połączeniami autobusowymi lotnisko Milano Malpensa jest połączone z dwoma pozostałymi mediolańskimi lotniskami Linate i Bergamo.
Od lipca 2024 patronem lotniska jest były premier Włoch Silvio Berlusconi.

## Historia
W 2008 Lufthansa ogłosiła plany utworzenia dużego węzła przesiadkowego poza Niemcami. W październiku 2008 Lufthansa utworzyła włoski oddział Lufthansa Italia. SEA i Lufthansa podpisały protokół ustaleń w sprawie dalszego rozwoju i wykorzystania obiektów lotniskowych.

## Transport
Lotnisko jest połączone z Mediolanem autostradą Mediolan-Varese oraz linią kolejową, którą „Malpensa-Express” jedzie do stacji Mediolan-Cadorna (lokalna kolej LeNord). Na lotnisko Linate można także dojechać z Malpensy zwykłym autobusem. System lotnisk w Mediolanie obejmuje trzecie międzynarodowe lotnisko, Orio al Serio, które obsługuje tanie linie lotnicze. Taksówka mediolańska ma stałą cenę 85 euro za przewóz pasażerów na lotnisko z Mediolanu.

## Linie lotnicze i połączenia
| Linia lotnicza             | Kierunek |
| -------------------------- | --- |
| Aegean Airlines            | 1. Ateny 2. Saloniki |
| Aer Lingus                 | Sezonowo: 1. Dublin |
| AeroItalia                 | 1. Rzym-Fiumicino Sezonowo: 1. Ibiza (od 12 lipca 2025) |
| Air Albania                | 1. Tirana |
| Air Algerie                | 1. Algier |
| Air Cairo                  | 1. Kair 2. Szarm el-Szejk Sezonowo: 1. Hurghada 2. Luksor |
| Air Canada                 | 1. Montreal-Trudeau 2. Toronto-Pearson |
| Air China                  | 1. Pekin 2. Chengdu-Tianfu 3. Szanghaj-Pudong 4. Wenzhou |
| Air Corsica                | Sezonowo: 1. Calvi 2. Figari |
| Air Dolomiti               | 1. Frankfurt 2. Monachium |
| Air Europa                 | 1. Madryt |
| Air France                 | 1. Paryż-Charles de Gaulle |
| Air Horizont               | Sezonowe czartery: 1. Lampedusa 2. Olbia 3. Szarm el-Szejk |
| Air India                  | 1. Delhi |
| Air Serbia                 | 1. Belgrad |
| airBaltic                  | 1. Ryga |
| AlbaStar                   | Sezonowe czartery: 1. Szarm el-Szejk |
| ANA                        | 1. Tokio-Haneda |
| American Airlines          | 1. Nowy Jork-JFK Sezonowo: 1. Filadelfia |
| Arkia                      | 1. Tel Awiw |
| Austrian Airlines          | 1. Wiedeń (do 25 października 2025) |
| Azerbaijan Airlines        | 1. Baku |
| Azores Airlines            | Sezonowo: 1. Ponta Delgada |
| BeOnd                      | 1. Male |
| British Airways            | 1. Londyn-Heathrow |
| Brussels Airlines          | 1. Bruksela |
| Bulgaria Air               | Sezonowo: 1. Sofia |
| Cathay Pacific             | 1. Hongkong |
| China Eastern Airlines     | 1. Xi'an 2. Szanghaj-Pudong |
| Condor                     | 1. Frankfurt |
| Croatia Airlines           | Sezonowo: 1. Split 2. Zagrzeb |
| Cyprus Airways             | 1. Larnaka |
| Delta Air Lines            | 1. Atlanta 2. Nowy Jork-JFK Sezonowo: 1. Boston |
| EasyJet                    | 1. La Coruña 2. Amsterdam 3. Ateny 4. Barcelona 5. Bari 6. Bilbao 7. Bordeaux 8. Brindisi 9. Bristol 10. Cagliari 11. Katania 12. Edynburg 13. Fuerteventura 14. Hurghada 15. Lamezia Terme 16. Lanzarote 17. Lizbona 18. Londyn-Gatwick 19. Londyn-Luton 20. Luksemburg 21. Malaga 22. Marsa Alam 23. Manchester 24. Marrakesz 25. Monachium 26. Nantes 27. Neapol 28. Olbia 29. Palermo 30. Palma de Mallorca 31. Paryż-Charles de Gaulle 32. Porto 33. Praga 34. Reykjavík-Keflavík 35. Salerno 36. Sewilla (od 27 października 2025) 37. Szarm el-Szejk 38. Tel Awiw 39. Teneryfa-Południe 40. Tuluza Sezonowo: 1. Paryż-Beauvais 2. Birmingham 3. Chania 4. Korfu 5. Kopenhaga 6. Faro 7. Gran Canaria 8. Heraklion 9. Ibiza 10. Kefalonia 11. Kos 12. Lampedusa 13. Larnaka 14. Lourdes 15. Malta 16. Menorka 17. Mykonos 18. Preweza 19. Rodos 20. Santorini 21. Sitia 22. Skiathos 23. Split 24. Zadar 25. Zakintos |
| EgyptAir                   | 1. Kair Sezonowo: 1. Luksor |
| El Al                      | 1. Tel Awiw |
| Emirates                   | 1. Dubaj 2. Nowy Jork-JFK |
| Ethiopian Airlines         | 1. Addis Abeba 2. Zurych |
| Etihad Airways             | 1. Abu Zabi |
| EVA Air                    | 1. Tajpej-Taiwan Taoyuan |
| Eurowings                  | 1. Kolonia/Bonn 2. Düsseldorf 3. Hamburg 4. Stuttgart |
| Finnair                    | 1. Helsinki |
| Flynas                     | Sezonowo: 1. Rijad |
| FlyOne                     | 1. Kiszyniów 2. Erywań |
| Gulf Air                   | 1. Bahrajn Sezonowo: 1. Nicea |
| Hainan Airlines            | 1. Chongqing 2. Guiyang 3. Shenzhen |
| Iberia                     | 1. Madryt |
| Icelandair                 | Sezonowo: 1. Reykjavik-Keflavík |
| Juneyao Airlines           | 1. Zhengzhou |
| Korean Air                 | 1. Seul-Inczon |
| Kuwait Airways             | 1. Kuwejt |
| La Compagnie               | 1. Newark |
| LATAM Brasil               | 1. São Paulo-Guarulhos |
| LOT                        | 1. Warszawa-Chopin |
| Lufthansa                  | 1. Frankfurt 2. Monachium |
| Luxair                     | 1. Luksemburg |
| Middle East Airlines       | 1. Bejrut |
| Neos                       | 1. Ałmaty 2. Amritsar 3. Kair 4. Cancún 5. Dakar-Diass 6. Fuerteventura 7. Gran Canaria 8. Hawana 9. Holguín 10. La Romana 11. Marsa Alam 12. Mombasa 13. Nankin 14. Nowy Jork-JFK 15. Sal 16. Szarm el-Szejk 17. Teneryfa-Południe 18. Toronto-Pearson 19. Warszawa-Chopin (od 12 stycznia 2026) 20. Zanzibar Sezonowo: 1. Amman 2. Boa Vista 3. Brindisi 4. Cagliari 5. Katania 6. Cayo Largo 7. Comiso 8. Korfu 9. Dżerba 10. Enfidha 11. Freeport 12. Heraklion 13. Ibiza 14. Karpathos 15. Kos 16. Lamezia Terme 17. Lanzarote 18. Luksor 19. Male 20. Marsa Matruh 21. Mauritius 22. Menorka 23. Monastyr 24. Montego Bay 25. Mykonos 26. Nosy Be 27. Olbia 28. Palermo 29. Palma de Mallorca 30. Patras 31. Phuket 32. Pointe-à-Pitre 33. Rodos 34. Rovaniemi 35. Salala 36. Samos 37. Santorini 38. Skiathos 39. Tel Awiw 40. Tiencin 41. Varadero 42. Tromsø                                                       |
| Nesma Airlines             | Sezonowe czartery: 1. Marsa Alam |
| Nile Air                   | Sezonowe czartery: 1. Marsa Alam |
| Norwegian Air Shuttle      | 1. Oslo-Gardermoen |
| Nouvelair                  | 1. Tunis Sezonowe czartery: 1. Dżerba |
| Oman Air                   | 1. Maskat |
| Qatar Airways              | 1. Doha |
| Royal Air Maroc            | 1. Casablanca |
| Royal Jordanian            | 1. Amman |
| Ryanair                    | 1. Alghero 2. Alicante 3. Ateny 4. Barcelona 5. Bari 6. Paryż-Beauvais 7. Berlin 8. Brindisi 9. Bukareszt 10. Budapeszt 11. Cagliari 12. Katania 13. Dublin 14. Gran Canaria 15. Lamezia Terme 16. Londyn-Stansted 17. Madryt 18. Malaga 19. Malta 20. Manchester 21. Marrakesz 22. Neapol 23. Palermo 24. Porto 25. Sewilla 26. Tallinn 27. Teneryfa-Południe 28. Walencja 29. Wiedeń Sezonowo: 1. Korfu 2. Heraklion 3. Kos 4. Lanzarote 5. Palma de Mallorca 6. Santoryn 7. Trapani 8. Zadar |
| Saudia                     | 1. Dżudda Sezonowo: 1. Medyna 2. Rijad |
| SAS                        | 1. Kopenhaga 2. Oslo-Gardermoen 3. Sztokholm-Arlanda Sezonowo: 1. Bergen 2. Stavanger |
| Singapore Airlines         | 1. Barcelona 2. Singapur |
| Sky Express                | 1. Ateny |
| SunExpress                 | 1. Izmir Sezonowo: 1. Antalya |
| SWISS                      | 1. Zurych |
| TAP Portugal               | 1. Lizbona |
| Thai Airways International | 1. Bangkok-Suvarnabhumi |
| Transavia                  | 1. Paryż-Orly |
| Tunisair                   | 1. Tunis |
| Turkish Airlines           | 1. Stambuł |
| Turkmenistan Airlines      | 1. Aszchabad |
| Twin Jet                   | 1. Lyon 2. Marsylia |
| United Airlines            | 1. Newark Sezonowo: 1. Chicago-O’Hare |
| Uzbekistan Airways         | 1. Taszkent |
| Vietnam Airlines           | 1. Hanoi |
| Vueling                    | 1. Barcelona Sezonowo: 1. Bilbao 2. Ibiza |
| Wizz Air                   | 1. Barcelona 2. Budapeszt 3. Bukareszt 4. Gdańsk 5. Kiszyniów 6. Giza 7. Dżudda 8. Kraków 9. Kutaisi 10. Larnaka 11. Londyn-Gatwick 12. Madryt 13. Marrakesz 14. Paryż-Beauvais 15. Podgorica 16. / Prisztina 17. Reykjavík-Keflavík 18. Rzeszów 19. Szarm el-Szejk 20. Skopje 21. Suczawa 22. Tel Awiw 23. Teneryfa-Południe 24. Tirana 25. Warszawa-Chopin 26. Walencja 27. Wilno 28. Erywań Sezonowo: 1. Amman 2. Korfu 3. Heraklion 4. Lampedusa 5. Olbia 6. Rijad 7. Skiathos 8. Zakintos |

### Cargo
| Linia lotnicza           | Kierunek |
| ------------------------ | --- |
| Amazon Air               | 1. Cagliari 2. Katania 3. Lipsk |
| Asiana Cargo             | 1. Ałmaty 2. Seul-Inczon |
| Atlas Air                | 1. Amsterdam 2. Chicago-O’Hare 3. Liège 4. / Portoryko 5. Seul-Inczon 6. Tokio-Narita |
| Cargolux                 | 1. Luksemburg |
| Cargolux Italia          | 1. Ałmaty 2. Baku 3. Kurytyba 4. Dallas-Fort Worth 5. Dubaj 6. Hongkong 7. Luksemburg 8. Meksyk 9. Nowy Jork-JFK 10. Osaka-Kansai 11. / Portoryko 12. Wilno 13. Zhengzhou |
| Cathay Cargo             | 1. Frankfurt 2. Hongkong |
| DHL Aviation             | 1. Ankona 2. Ateny 3. Bahrajn 4. Barcelona 5. Belgrad 6. Bruksela 7. Bukareszt 8. Budapeszt 9. Cincinnati 10. Kolonia/Bonn 11. East Midlands 12. Lipsk 13. Londyn-Heathrow 14. Londyn-Luton 15. Londyn-Stansted 16. Madryt 17. Neapol 18. Paryż-Charles de Gaulle 19. Piza 20. Seul-Inczon 21. Saloniki 22. Vitoria 23. Zagrzeb |
| Egyptair Cargo           | 1. Kair |
| Emirates SkyCargo        | 1. Amsterdam 2. Dubaj-Al Maktoum |
| Ethiopian Airlines Cargo | 1. Addis Abeba |
| Hong Kong Air Cargo      | 1. Hongkong |
| Korean Air Cargo         | 1. Seul-Inczon |
| Lufthansa Cargo          | 1. Frankfurt |
| MSC Air Cargo            | 1. Tokio-Narita |
| Nippon Cargo Airlines    | 1. Amsterdam 2. Tokio-Narita |
| Qatar Airways Cargo      | 1. Doha 2. Monachium |
| Saudia Cargo             | 1. Dżudda 2. Rijad |
| Silk Way West Airlines   | 1. Baku |
| Turkish Cargo            | 1. Stambuł |
| Turkmenistan Airlines    | 1. Aszchabad |